# Коста Протић
Коста Протић (Пожаревац, 29. септембар 1831 — Брестовачка Бања, 4. јун 1892) био је српски политичар и официр. Протић је био ађутант кнеза Михаила (1865), министар војни (1875) и ађутант кнеза Милана (1875—1880) и краљев намесник (1889—1892).
Обављао је функцију намесника након абдикације краља Милана 1889.

## Биографија
Родио се 29. септембра 1831. године у Пожаревцу, од оца трговца Стевана и мајке Милосаве. Протићеви преци су досељени у Пожаревац пре око 250 година са Косова а раније порекло вуку из Колашина. Презиме Протић потиче од њиховог најстаријег познатог претка Јосифа Момировића који је био прота у Пожаревцу за време Кочине крајине. Јосиф је имао синове Лацка, Стевана (отац Косте Протића) и Миту.
Оженио се Мицом, кћерком Бошка Тадића, судије Врховног суда из Београда. Имао је сина Драгутина и кћерку Загорку. Основну школу завршио је у Пожаревцу, а три разреда гимназије у Београду.
У војску је ступио као војник, новембра 1848. године. После скоро две године служења у трупи, септембра 1850. ступио је у прву класу новоформиране Артиљеријске школе (данашње Војне академије). Чин каплара добио је 1. маја 1849. године, а током школовања унапређен у чинове поднаредника 10. маја 1850. и наредника 15. децембра 1850. године. Школовање је завршио 11. октобра 1855, као трећи у рангу од десет питомаца, и унапређен је у чин потпоручника. Одмах по завршетку Артиљеријске школе изабран је за државног питомца и послат у Берлин, где је завршио двогодишњи курс Артиљеријско-инжињеријске школе. По завршетку овог школовања, скоро годину и по дана био је на пракси у Пионирском батаљону у Данцигу. Октобра 1858. прешао је у Белгију, где је био на пракси у Понтоњерском батаљону у Лијежу до краја априла 1859. године.

## Официрско напредовање
У чин поручника унапређен је 25. јуна 1859. године. Капетан 2. класе је постао 27. јануара 1861, а капетан 1. класе 1. марта 1863. Мајорски чин добио је 1. јануара 1869. а у чин потпуковника унапређен је 1. јануара 1873. Пуковник је постао 1. јануара 1875, а генерал за годину и по дана, 13. августа 1876. године.

## Војна служба и министровање
Првим распоредом, по усавршавању у иностранству, одређен је на служби при Техничком одељењу Главне војне управе. За ађутанта кнеза Михаила Обреновића постављен је 6. јула 1861. године. Од 19. октобра 1865. био је професор Артиљеријске Школе, за предмете фортификација и правила пионирске и понтонирске службе. За команданта Понтонирског батаљона у Ћуприји постављен је 4. децембра 1865. Од 1. маја 1867. поново је био ађутант кнеза Михаила Обреновића, а после годину дана, 1. маја 1868, постављен је за команданта Пионирског батаљона у Београду. Већ 1. октобра 1868. постављен је за инспектора инжињеријских трупа Стајаће војске. У том својству крајем новембра 1870, отишао је у Беч ради уговарања набавке пушака за српску војску. Маја 1872. године био је вођа пута - спровода официра који одлазе у Берлин ради усавршавања у војној струци. Са ове дужности, 10. августа 1873. постављен је за команданта Пешадијске бригаде Стајаће војске. Први пут постављен за министра војног, у кабинету Јована Мариновића 22. октобра 1873. године. У кабинету Аћима Чумића, који је 25. новембра 1874. заменио Мариновићев кабинет, поново је био министар војни од 22. јануара 1875. На тој дужности остао је и у кабинету Данила Стефановића, од 22. јануара 1875. до 19. августа 1875. године. По паду овог кабинета стављен је на располагање.
Као начелник Главног штаба, маја 1876. био је члан Тајног војног савета. За команданта одбране Алексинца постављен је 10. септембра 1875. Од 19. јуна 1876. био је командант Моравске војске, а од 1. децембра 1876. командант првог корпуса. Начелник Штаба врховне команде био је од 1. децембра 1877. до завршетка Другог српско-турског рата. Први ађутант кнеза Милана Обреновића био је од 22. новембра 1879. до 9. априла 1880, када је постављен за команданта Моравског, а 4. априла 1881. премештен је за команданта Тимочког кора. У септембру те године, постаје и члан Комитета за наставу и организацију војске. Наредне године, 24. марта, разрешен је дужности и стављен на располагање министру војном. Јуна 1882. године, са још 6 личности дипломатске и војне струке, као изасланик краља Милана Обреновића одређен је да обиђе стране дворове ради нотификације српске краљевине. Пензионисан је 31. марта 1883, због година службе. У време Тимочке буне, од 21. септембра 1883. до 7. фебруара 1884, био је министар грађевина у кабинету Николе Христића. На тој дужности био је и у кабинету Милутина Гарашанина, од 2. маја 1885. до 23. марта 1886.
У априлу исте године прешао је на дужност команданта Београда и управника Београдског гарнизона. Уз то је и одређен за члана инжињеријског комитета. На положају команданта престонице био је до 26. октобра 1887, када је при Министарству војном постављен за инспектора пешадије. У кабинету Николе Христића, поново је стекао портфељ министра војног. Од 14. априла 1888. до 22. фебруара 1889. У међувремену вршио је дужност председника Владе. Напуштајући престо, краљ Милан Обреновић је 22. фебруара 1889. наименовао Намесништво, које је имало да врши краљевску власт до пунолетства његовог сина, краља Александра. Одређен је за трећег члана, поред Јована Ристића и Јована Белимарковића. На тој дужности остао до своје смрти, 4. јуна 1892.
Уз вршење бројних војних и дипломатских дужности, Протић је у периоду 1881—1888. био члан многих испитних комисија за ниже и више официрске чинове. Током 1881. и 1891. био је и члан Војног касационог суда. Уз многобројно ордење, после смрти стекао је још једну почаст - 9. пешадијски пук 1. позива Народне војске 1899. године постао је пук Ђенерала Протића.

## Одликовања

### Домаћа одликовања
- Орден белог орла 2,3. и 5. реда
- Орден Таковског крста са мачевима 1. и 2. реда
- Орден Таковског крста 3. и 5. реда
- Златна медаља за храброст
- Златна медаља за ревносну службу са брилијантима
- Споменица рата за ослобођење и независност 1876—1878.
- Споменица на рат 1885.

### Инострана одликовања
- Орден Св. Станислава 1. реда, Русија
- Орден Св. Ане 2. реда, Русија
- Орден круне са звездом, Румунија
- Орден звезде 3. реда, Румунија
- Медаља за војничке врлине, Румунија
- Орден гвоздене круне 3. реда, Аустроугарска
- Орден Франца Јосифа 3.реда, Аустроугарска
- Орден црвеног орла 3. реда, Пруска